# Glittertinden
 For alternative betydninger, se Glittertind (flertydig). (Se også artikler, som begynder med Glittertind)
Glittertinden, også kaldt Glittertind, er Norges næsthøjeste fjeld.
Uden bræen på toppen er højden 2.452 meter over havet, og med bræen regnes højden for tiden (2004)
for at være 2.464 meter over havet. Glittertinden ligger i den nordøstlige del af Jotunheimen
i Lom kommune i Innlandet fylke.
Fjeldtoppen kan nås via markerede stier fra både Glitterheim og Spiterstulen.
Bræen på Glittertinden er smeltet meget de seneste tiår og var tidligere Norges højeste fjeld. I 1940 regnede man toppen af bræen til at ligge 2.487 meter over havets overflade. [kilde mangler]